# Stazione di Manoppello
La stazione di Manoppello è una stazione ferroviaria della ferrovia Roma-Pescara a servizio del comune di Manoppello.

## Storia
La stazione venne inaugurata nel 1873, in concomitanza con l'attivazione della tratta Sulmona-Pescara.

## Strutture e impianti
L'impianto, gestito da RFI, disponeva di 5 binari: 4 di scalo e uno passante per la ferrovia.
Due dei binari di scalo vennero smantellati e al posto di essi venne successivamente costruito un marciapiede.

## Movimento
La stazione è servita da treni regionali gestiti da Trenitalia nell'ambito del contratto di servizio stipulato con la regione Abruzzo, da e per Pescara, Teramo, Torre de' Passeri, Sulmona e Avezzano.

## Servizi
- Sala d'attesa